# ProSieben
ProSieben (или Pro7, произносится «про́-зи́бэн») — частный телеканал Германии. Транслирует круглосуточно программу на немецком языке для Германии, а также программы для Австрии (канал ProSieben Austria) и Швейцарии (канал ProSieben Schweiz).
Программа состоит, среди прочего, из художественных фильмов, телесериалов («Симпсоны», «Друзья», «Футурама») — в том числе своего производства, новостей («Newstime», «ProSieben AustriaNews»), тележурналов («Galileo», «Focus TV»), комедийных и развлекательных программ («TV total» со Штефаном Раабом), ток-шоу. В 2002—2003 годах телеканал снял собственную версию телеигры Форт Боярд.
Телекомпания основана 13 октября 1988 под названием «ProSieben Television GmbH», её предшественницей была фирма «Eureka TV». ProSieben является с 2000 года частью концерна ProSiebenSat.1 Media AG, в который также входят телеканалы Sat.1, kabel eins, Welt, и многочисленные дочерние фирмы.

## Логотип канала в ICQ-клиентах
ProSieben, по аналогии с «Рамблером» или «Яндекс», распространяет «перемаркированную» версию ICQ, в которой оригинальная символика частично замещена символикой канала. Очевидно, по договорённости AOL и ProSieben, в новых версиях протокола Oscar стал доступен специальный расширенный статус «смотрю канал ProSeven». Изначально пиктограмма статуса выглядела как телевизор с логотипом канала, но из-за неправильной интерпретации и отсутствия пояснений в альтернативных ICQ-клиентах (в первую очередь — в QIP) исходное значение статуса было утеряно. В Рунете значок стал широко известен как «красный утюг», а сам статус используется тогда, когда пользователь хочет подчеркнуть собственную оригинальность или необычное состояние души.

## Вещание
Доступен:
- В большинстве крупных городов Германии через DVB-T и IPTV, ранее через аналоговое кабельное телевидение, в Ульме, Мюнхене, Бамберге, Аугсбурге, Нюрнберге, Регенсбурге, Куксхафене, Берлине, Кайзерслаутерне, Киле через аналоговый UHF
- В большинстве стран Европы через DVB-S, ранее через аналоговый SHF